# Harmonisk rörelse

Punkten utför en harmonisk rörelse

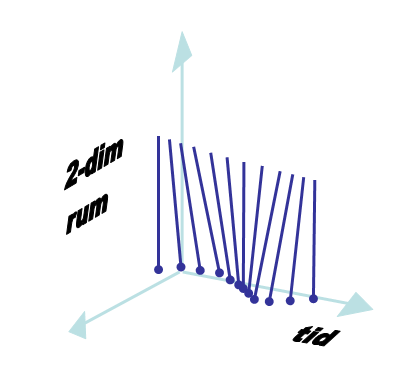
Pendeln svänger som en sinusformad våg

Harmonisk rörelse är en rätlinjig fysisk rörelse, en svängning med ett sinusoidalt tidsberoende. Den kan beskriva rörelsen av en harmonisk oscillator som till exempel pendeln eller av en punkt i ett medium vid mekaniska vågor. 
En enkel harmonisk rörelse kan beskrivas med endast en sinusterm. Om det behövs sinustermer med olika frekvenser talar man om komplex harmonisk rörelse. 

## Ekvationer
För en enkel harmonisk rörelse med svängningsperioden T kan positionen {\displaystyle x(t)} som funktion av tiden skrivas som
{\displaystyle x(t)=x_{0}+A\sin \left({\frac {2\pi t}{T}}+\phi \right)=x_{0}+A\sin(\omega t+\phi ),}
där {\displaystyle \omega =2\pi /T} är vinkelfrekvensen och {\displaystyle \phi } är vågrörelsens fas.
Partikelns hastighet ges av positionens derivata med avseende på tid:
{\displaystyle v(t)={\dot {x}}={\frac {\mathrm {d} x(t)}{\mathrm {d} t}}=A\omega \cos(\omega t+\phi ).}
Partikelns acceleration är hastighetens derivata eller positionens andraderivata:
{\displaystyle a(t)={\ddot {x}}={\frac {\mathrm {d} ^{2}x(t)}{\mathrm {d} t^{2}}}=-A\omega ^{2}\sin(\omega t+\phi ).}
Accelerationen är således proportionell mot avvikelsen från positionens medelvärde. Harmonisk rörelse är därför lösningen till differentialekvationer för vilka andraderivatan är proportionell mot funktionen med motsatt tecken: 
{\displaystyle f''=-cf,\,}
ett samband som förekommer i den harmoniska oscillatorn och i vågekvationen.

## Massa-fjäder-system

Ett odämpat massa-fjäder-system uppvisar en enkel harmonisk rörelse

Den enkla harmoniska rörelsen kan illustreras av en massa m som är fäst vid en fjäder som har fjäderkonstanten k. 
Periodtiden
{\displaystyle T=2\pi {\sqrt {\frac {m}{k}}}}
är oberoende av såväl amplitud som av gravitation.

## Samband med cirkelrörelse

Cirkelrörelse i kartesiska och i polära koordinater; det gula motsvarar vinkelfrekvens, det gröna är en harmonisk rörelse

Harmonisk rörelse har ett samband med uniform cirkelrörelse genom till exempel den trigonometriska ettan eller Eulers formel. Harmonisk rörelse är cirkelrörelsens projektion på en riktning, och cirkelrörelse är summan av två harmoniska rörelser längs riktningar som är vinkelräta mot varandra och har en fasskillnad på 90°.